# Bralęcin
Bralęcin (tyska: Brallentin) är en by i Gmina Dolice i distriktet Powiat stargardzki i Västpommerns vojvodskap i nordvästra Polen. Bralęcin har 340 invånare.[när?]
Byn tillhörde tidigare den preussiska provinsen Pommern. Efter Tysklands nederlag andra världskriget 1945 hamnade orten öster om Oder-Neisse-linjen och tillföll Polen.